# Линдон (Канзас)
Линдон (енгл. Lyndon) град је у америчкој савезној држави Канзас.

## Демографија
По попису из 2010. године број становника је 1.052, што је 14 (1,3%) становника више него 2000. године.
| Група             | 2000.         | 2010.         |
| Белци             | 1.017 (98,0%) | 1.018 (96,8%) |
| Афроамериканци    | 0 (0,0%)      | 4 (0,4%)      |
| Азијати           | 2 (0,2%)      | 1 (0,1%)      |
| Хиспаноамериканци | 8 (0,8%)      | 10 (1,0%)     |
| Укупно            | 1.038         | 1.052         |